# Tältmorden i Appojaure
Tältmorden i Appojaure (även Dubbelmordet i Appojaure och Appojauremorden) kallas dubbelmordet på de nederländska makarna Janni och Marinus Stegehuis vid sjön Appojaure natten till den 13 juli 1984. Idag är fallet preskriberat.

## Bakgrund

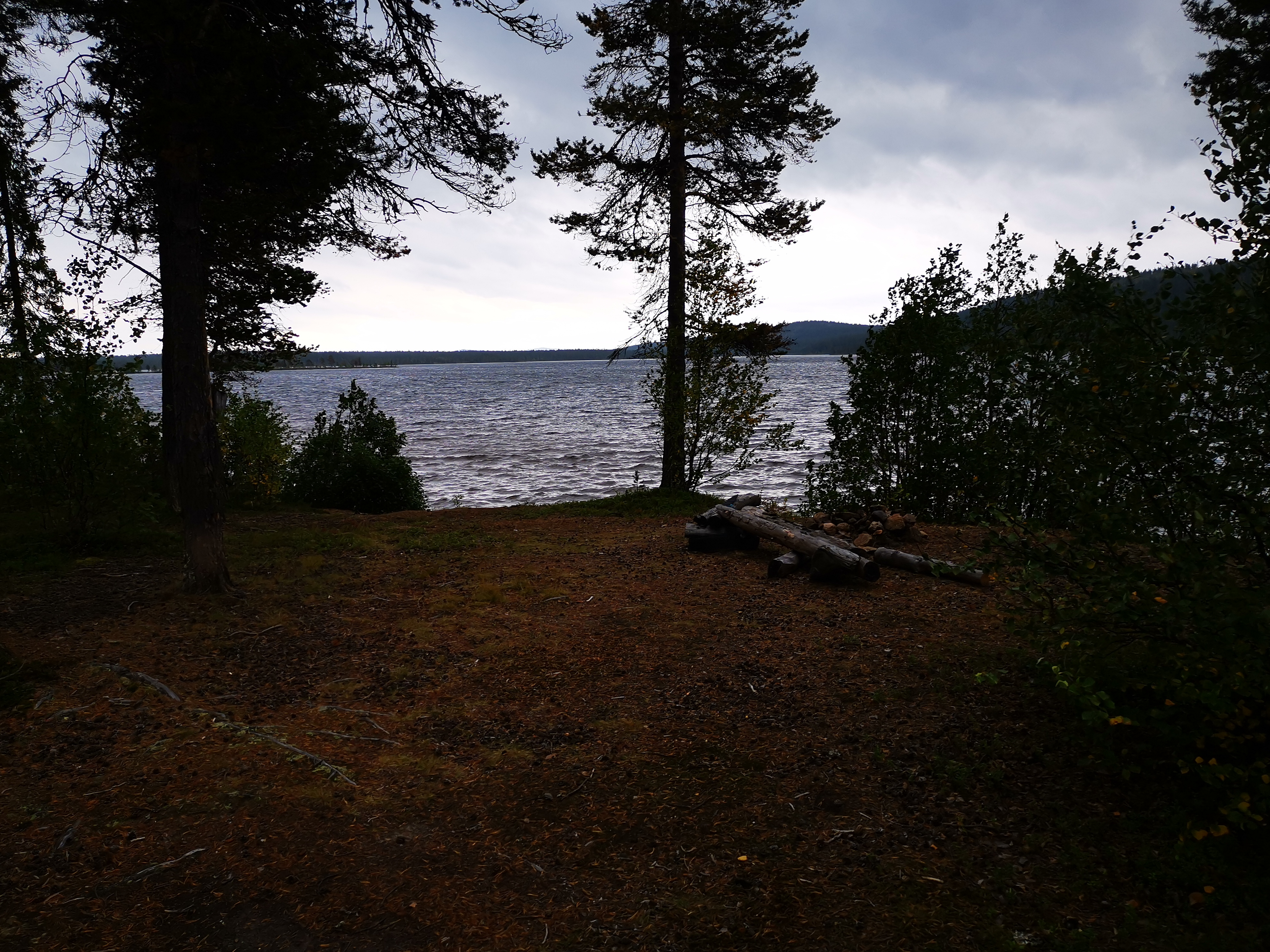
Brottsplatsen i september 2019.

Det nederländska paret Janni (född 1950) och Marinus (född 1945) Stegehuis kom från Almelo och var på resa i Nordkalotten. De hamnade så småningom i Lappland och den 12 juli 1984 kom de fram till sjön Appojaure, sju mil utanför Gällivare längs vägen mot Ritsem och nationalparken Stora Sjöfallet (av ortsbefolkningen ofta kallad "vägen västerut"). I valet mellan två rastplatser, som endast låg ett hundratal meter ifrån varandra, valde makarna den folktomma och slog upp sitt tält nära sjön. Vid 21-tiden hade paret gått till sängs och några timmar senare överfölls tältet av en gärningsman, beväpnad med två knivar. Gärningsmannen utdelade ett hundratal hugg mot tältet och offren träffades av ett tjugotal, enligt andra uppgifter upp till trettio, gånger vardera. Förutom knivskadorna påträffades en krosskada i mannens ansikte.
Offren påträffades av tre göteborgare vid 22-tiden kvällen efter mordet och en polispatrull kallades till mordplatsen. En vecka efter morden, den 22 juli, återfanns Janni Stegehuis handväska i diket nära byn Renhagen i riktning mot Gällivare. Då den nederländska polisen anlände för att undersöka om någonting mer av parets tillhörigheter saknades, fann man att en kassettradio saknades. Den 27 maj 1985 återfanns radion i dikesrenen nära Vittangi, det vill säga cirka tio mil norr om mordplatsen. Även ett guldhalsband och resecheckar var försvunna. Parets bil, en Toyota Corolla, var dock låst och polisen fann inga tecken på att någon otillåtet varit inne i den. Vissa uppgifter gör dock gällande att saker som tillhör paret Stegehus stulits ur bilen. Enligt en bilaga till domen mot Sture Bergwall framgår att bilen efter mordet transporterades till Nederländerna och skrotades där. 
Polisen fann även att en systemkamera med tillhörande objektiv och väska saknades på mordplatsen. 1993 fick programmet Efterlyst uppgifter av en person från den undre världen i Stockholm om att denne hade kameraväskan i sin ägo. Mannen hade kommit över väskan under hösten 1984 och året därpå hade han fått veta om ett mördat par vid namn Stegehuis i Norrbotten. Han upptäckte då att namnet fanns i kameraväskan, varpå han gjorde sig av med allt innehåll utan värde, däribland tjugo exponerade filmrullar. Polisen kunde aldrig förklara hur eller varför väskan hamnade i Stockholm.

## Misstänkta
Se även Sture Bergwall
I utredningen florerade ett fåtal misstänkta, men bland de utpekade fanns den så kallade "Kroppsbyggaren", som beskrevs som en våldsam person från trakten. Denne hade tillsammans med några kamrater befunnit sig vid en rastplats nära Appojaure under den 12 juli. "Kroppsbyggaren" hade dock hamnat i gräl med kamraterna och begivit sig från platsen. När han sedan återkom, skulle han haft blodiga kläder och varit beväpnad med en blodig kniv. Enligt dessa uppgifter ska han ha förklarat blodet med att han dödat en ren. Dessa uppgifter gick dock aldrig att verifiera. Åtta år efter morden avtjänade "Kroppsbyggaren" fängelsestraff och skulle då ha erkänt morden för en medfånge. Medfången kontaktade NSD och berättade att "Kroppsbyggaren" hade erkänt för honom att han under vistelsen vid Appojaure hamnat i gräl med sina kamrater, givit sig av från platsen och hamnat vid Stegehuis tält. I tron om att tältet tillhörde kamraterna, hade "Kroppsbyggaren" knivmördat fel personer. Han hade därefter hittat tillbaka till kamraternas tält. När polisen undersökte uppgifterna, fann de att den utpekade medfången inte hade dessa uppgifter att lämna. "Kroppsbyggaren" begick självmord 1996.
En annan misstänkt var en tysk, före detta boxare, som cyklat i området, men genom vittnen kunde polisen konstatera att han inte kunnat befinna sig på mordplatsen vid mordtillfället. Även en norrman och en finländare figurerade i mordutredningen. "Tysken" anhölls av polisen utan vare sig pengar eller ombyte och berättade i polisförhör att han i Norrbotten under de senaste veckorna sovit under bar himmel och levt på det naturen gav och tillbringat tid med att studera namn på gravstenar. Han hävdade samtidigt att han hade cyklat hela vägen från Wuppertal upp till Norrbotten och tagit av på vägen mot Ritsem eftersom han var på väg till Lofoten och han felaktigt utgått från att vägen förde till Norge. Senare medgav han i förhören att han den aktuella dagen hade uppehållit sig en kort stund på den egentliga rastplatsen, där ett flera personer hade iakttagit honom. På hösten samma år förklarades den tyske medborgaren officiellt avskriven från utredningen.
Efter några år fick polisen veta att den så kallade Sätermannen, Sture Bergwall (Thomas Quick), gått på folkhögskola i Jokkmokk under 1970-talet. Bergwall erkände sedan dubbelmordet under hösten 1994 och den 10 juli 1995 genomfördes rekonstruktioner med Bergwall på mordplatsen. I samband med senare utredningar har Bergwall tagit tillbaka detta, liksom sina övriga erkännanden. Bergwall dömdes 1996 för mordet trots att han under rekonstruktionen på mordplatsen lämnade ett större antal felaktiga uppgifter. Bland annat förklarade han att tältet i förhållande till bilen befann sig närmare sjön när det var tvärtom. Dessutom angav han exempelvis att Janni Stegehuis varit utanför sin sovsäck, medan polisen konstaterade att offren aldrig lyckades ta sig ur sina sovsäckar.  2013 upphävdes domen mot Bergwall.

## Övrigt
Då polisen aldrig kunnat utesluta att dådet kan vara ett verk av en galning utan egentligt motiv har det genom åren framförts en mängd olika teorier om vad som kan ligga bakom; bland annat att en gärningsman kan ha inspirerats av skräckfilmerna i serien Fredagen den 13:e, vilka var populära vid tiden. En del likheter har fastställts mellan brottet och filmserien (campande par som mördas vid en sjö). Den fjärde filmen i serien hade premiär i bland annat Västtyskland just den här fredagen, 13 juli 1984. I USA hade filmen dock premiär redan fredagen den 13 april 1984.
Kerstin Ekmans bok Händelser vid vatten anses ha varit inspirerad av morden.    
Medan bilen skrotades i Nederländerna kort efter mordet skall tältet och en del andra saker som påträffades på platsen enligt uppgift ännu förvaras hos polisen i Gällivare. När dokumentärserien Morden i Appojaure spelades in av producent Sanne Olsson och projektledare John Stark meddelade polisen hösten 2022 att "Det finns inget beslag/spår bland de arkiverade handlingarna. Ingen har någon kännedom om något kvarvarande beslag/spår." samt att "Ärendet är preskriberat då morden skedde före Palmemordet 1986, alla olösta mord före 1986 ska vara preskriberade. Eventuella beslag har troligen blivit förstörda då ärendet är preskriberat."